# Subaru Exiga
La Subaru Exiga è una monovolume presentata nel 2007 al Salone dell'automobile di Tokyo. Il nome "Exiga" è una combinazione delle parole "exciting" e "active". 
È venduta in Australia, a Singapore e in Giappone. In Nord America non è venduta perché troppo simile alla Subaru Tribeca.

## Versioni

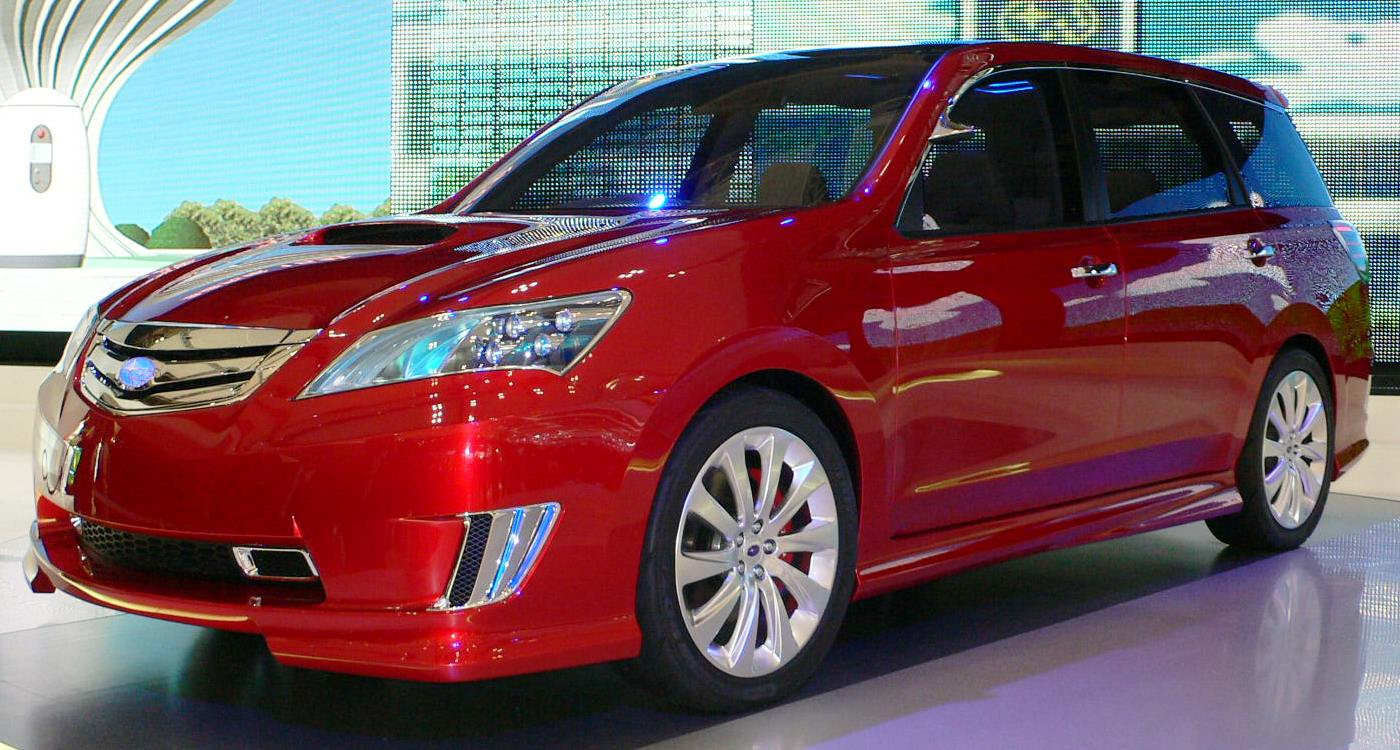
Subaru Exiga concept 2007

La Subaru ha iniziato a vendere la Exiga nel 2008 per sostituire la Subaru Traviq, ma solo in Giappone. Dopodiché è stata esportata in Australia sotto il nome di Subaru Liberty Exiga. 
La Exiga è disponibile in quattro versioni: la 2.0i, la versione Entry Level, seguita dalla 2.0iL e dalla 2.0iS, tutte aspirate, e dalla 2.0GT, turbo.

## Sistemi di sicurezza
La Exiga è dotata di Eye Sight, un sistema di aiuto alla guida presente anche sulla moderna Subaru Outback. Questo sistema comprende:
- Telecamere doppie che controllano la distanza tra l'auto e eventuali ostacoli;
- Telecamera per i pedoni
- Avviso di sicurezza all'autista in caso di pericolo
- Sistema Lane Departure Warning.

## Interni
La Exiga ha sette posti. Per raggiungere la terza fila l'auto è dotata di portiere con apertura di quasi 90 gradi. Le seconde e terze file non sono provviste di bocchette dell'aria, ma quelle in prima fila sono studiate per convogliarle l'aria fino alla terza. All'interno sono posizionati diversi LED.

## Versione Crossover
La Subaru ha presentato nel 2015 anche una versione crossover della Exiga. 

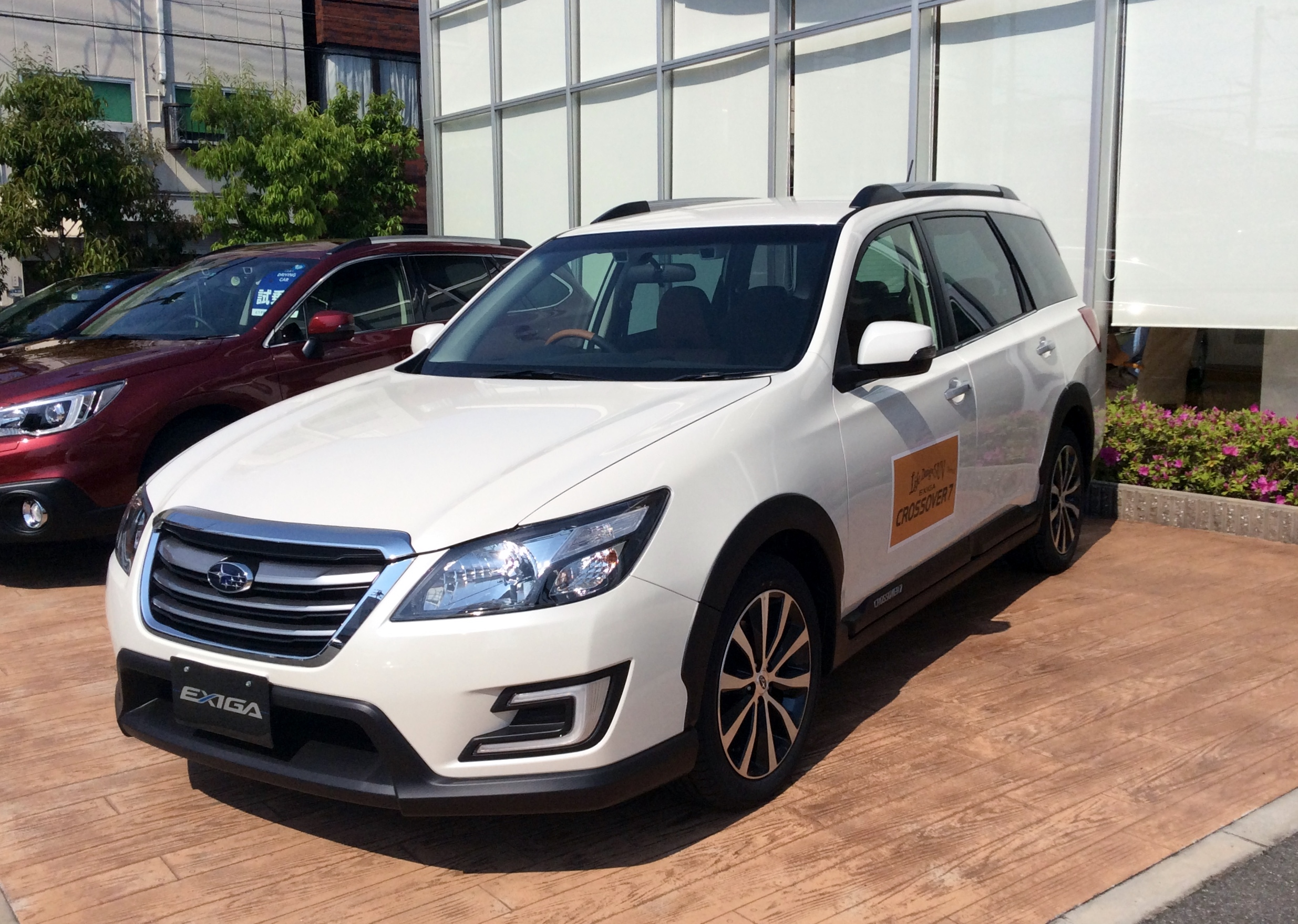
Exiga Crossover 7

## La Exiga in Australia
In Australia è venduta come Subaru Liberty Exiga, con motori 2.5 aspirati nelle versioni base e premium.